# Atheroides doncasteri
Atheroides doncasteri är en insektsart som beskrevs av Ossiannilsson 1955. Enligt Catalogue of Life ingår Atheroides doncasteri i släktet Atheroides och familjen långrörsbladlöss, men enligt Dyntaxa är tillhörigheten istället släktet Atheroides och familjen borstbladlöss. Arten är reproducerande i Sverige. Inga underarter finns listade i Catalogue of Life.